# Prosoplus fuscobasalis
Prosoplus fuscobasalis là một loài bọ cánh cứng trong họ Cerambycidae.